# Bodelwyddan
Bodelwyddan är en ort och community i Storbritannien.   Den ligger i kommunen Denbighshire och riksdelen Wales, i den södra delen av landet, 300 km nordväst om huvudstaden London.  Här finns slottet Bodelwyddan Castle med anor från 1460-talet.